# Lysilla inermis
Lysilla inermis är en ringmaskart som beskrevs av Ehlers 1913. Lysilla inermis ingår i släktet Lysilla och familjen Terebellidae. Inga underarter finns listade i Catalogue of Life.